# Семисточний
Семисточний (рос. Семисточный) — село у Облученському районі Єврейської автономної області Російської Федерації.
Входить до складу муніципального утворення Бірське міське поселення. Населення становить 333 особи (2010).

## Історія
Згідно із законом від 26 листопада 2003 року органом місцевого самоврядування є Бірське міське поселення.

## Населення
| 2002 | 2010 |
| ---- | ---- |
| 391  | ↘333 |